# Poltergeist III
Poltergeist III er en amerikansk gyserfilm fra 1988. Det er den tredje og sidste film i Poltergeist film-serien. Forfattere Michael Grais og Mark Victor, der skrev manuskriptet til de to første film, vendte ikke tilbage for denne anden efterfølger; den blev co-skrevet, executive produceret og instrueret af Gary Sherman, og blev udgivet den 10. juni 1988 af Metro-Goldwyn-Mayer Pictures. 
Heather O'Rourke og Zelda Rubinstein var de eneste oprindelige medvirkende til at vende tilbage. Julian Beck som spillede pastor Henry Kane i Poltergeist II - Den anden side døde inden filmen skulle indspilles, så han blev erstattet af Nathan Davis. O'Rourke døde fire måneder før filmen blev frigivet, og filmen var dedikeret til hendes minde.

## Handling
Efter magtkampene med den onde pastor Henry Kane, sendes Carol Anne til Chicago for at bo hos sine slægtninge Bruce og Patricia i en skyskraber, men pastor Kane er forsat efter hende og hele bygningen terroriseres af spøgelser. 

## Medvirkende
- Tom Skerritt som Bruce Gardner
- Nancy Allen som Patricia Wilson-Gardner
- Heather O'Rourke som Carol Anne Freeling
- Zelda Rubinstein som Tangina Barrons
- Lara Flynn Boyle som Donna Gardner
- Richard Fire som Dr. Seaton
- Nathan Davis som pastor Henry Kane
- Kipley Wentz som Scott
- Roger May som Burt
- Paul Graham som Martin Moyer

## Ekstern henvisning
- Poltergeist III på Internet Movie Database (engelsk)
- Poltergeist III på Filmdatabasen
- Poltergeist III på Scope
- Poltergeist III i Svensk Filmdatabas (svensk)
- Poltergeist III på AlloCiné (fransk)
- Poltergeist III på MovieMeter (nederlandsk)
- Poltergeist III på AllMovie (engelsk)
- Poltergeist III på Turner Classic Movies (engelsk)
- Poltergeist III på The Movie Database (engelsk)
- Poltergeist III på Rotten Tomatoes (engelsk)
- Poltergeist III på Box Office Mojo (engelsk)

| Gyserfilm | Spire Denne gyserfilm-artikel er en spire som bør udbygges. Du er velkommen til at hjælpe Wikipedia ved at udvide den. |